# Gilbert Hovey Grosvenor
Gilbert Hovey Grosvenor (28 de octubre de 1875 – 4 de febrero de 1966), padre del fotoperiodismo, fue el primer editor a tiempo completo de National Geographic (1899–1954). A Grosvenor se le atribuye haber convertido la revista en la icónica publicación actual.
Como presidente de la National Geographic Society, ayudó a que se convirtiera en una de las organizaciones científicas y de aprendizaje más grandes y conocidas del mundo, con la ayuda de las crónicas en su revista de ambiciosas exploraciones naturales y culturales alrededor del mundo.

## Primeros años
Grosvenor nació el 28 de octubre de 1875 de Lilian Waters y su esposo Edwin A. Grosvenor en Constantinopla, Imperio otomano, (actual Estambul, Turquía). Era primo  segundo del presidente de EE. UU. y miembro del Tribunal Supremo de Justicia William Howard Taft.
Fue educado en la Worcester Academy y en el Robert College. Asistió al Amherst College y se graduó con el título de A.B. magna cum laude en 1897. Mientras estaba en Amherst, Grosvenor y su hermano gemelo Edwin fueron uno de los mejores equipos de tenis de dobles.

## Carrera

### National Geographic Society

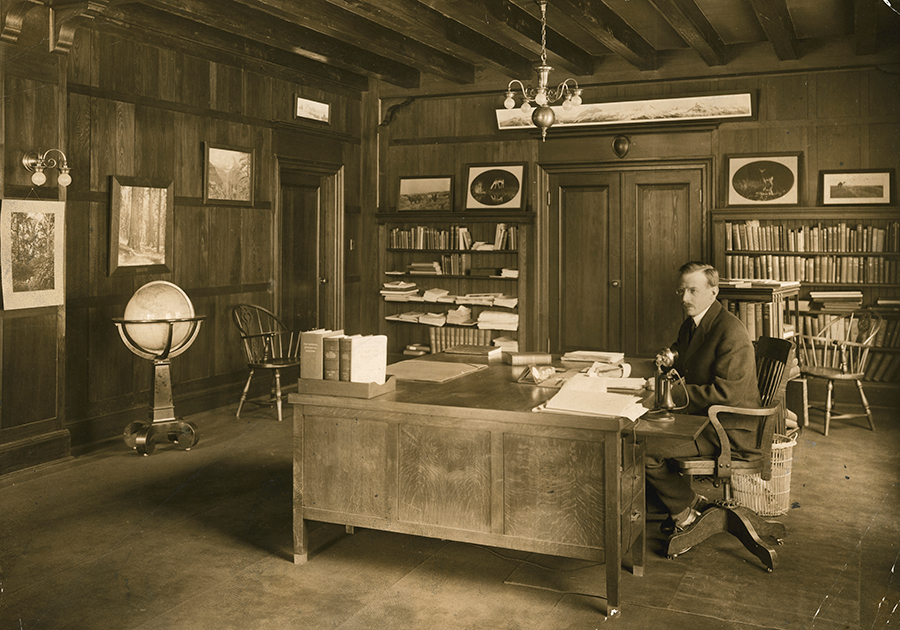
Hovey trabajando en la sede de National Geographic en Washington D. C. (1914)

Grosvenor fue contratado en 1899 como el primer empleado a tiempo completo de la National Geographic Society por Alexander Graham Bell, el presidente de la Sociedad en ese momento. Finalmente fue nombrado director, y más tarde fue elegido presidente de la Sociedad en 1920 después de la muerte del contralmirante John E. Pillsbury, y permaneció como editor de la revista National Geographic hasta 1954.
Grosvenor defendió políticas de neutralidad y periodismo positivo y optimista durante dos guerras mundiales, la Gran Depresión, y el principio de la Guerra Fría. Este estilo fue visto como innovador en los primeros años del siglo XX. Sin embargo, al llegar la década de 1950, el estilo de Grosvenor era criticado como fosilizado y arcaico. Él y su personal (la mayoría de los cuales tenían entre 60 y 70 años) fueron criticados por ser conservadores, complacientes, y poco dispuestos a modernizarse, y las suscripciones a National Geographic habían caído como consecuencia. Después de cincuenta años al mando, dimitió en 1954 a la edad de 78 años.

### Apoyo al Servicio de Parques Nacionales

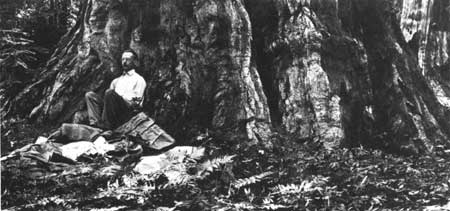
Grosvenor viajó a California con Stephen Mather y ayudó a escribir el acta que creó los Parques Nacionales.

Grosvenor viajó por primera vez al oeste de los Estados Unidos en 1915 para ir de excursión con Stephen Mather a la Sierra Nevada y lo que ahora es el Parque nacional de las Secuoyas. "Grosvenor estaba tan abrumado por la grandeza de la Alta Sierra y su experiencia en el viaje que se convirtió en un venerado y viejo amigo de Mather y los parques nacionales", según el historiador del Servicio de Parques Nacionales Walter Bielenberg. Después de su regreso, Grosvenor proporcionó financiación para comprar el Giant Forest y añadirlo al parque nacional Secuoya.
Durante años, la oposición en el Congreso había impedido la creación de un sistema nacional de parques. A finales de 1915 y 1916, Grosvenor se reunió con Stephen Mather, Horatio Albright, y otros para redactar la Ley Orgánica, que crearía un Servicio de Parques Nacionales. Luego creó una edición especial de National Geographic (abril de 1916) titulada  "La tierra de los mejores" para promover la importancia de los parques y animó a los lectores a apoyar la creación de un sistema nacional. Él y Albright se aseguraron de que cada miembro del Congreso tuviera un ejemplar del número. Sus esfuerzos funcionaron, y ese año finalmente se aprobó la legislación que establecería el Servicio de Parques Nacionales.
Grosvenor continuó su implicación con los Parques Nacionales a lo largo de los años. Se involucró mucho en proteger el cráter volcánico Katmai y el valle de los Diez mil Humos de la explotación minera, y ayudó a establecer el Parque nacional y reserva Katmai en 1918. Katmai Grosvenor Lodge del parque nacional lleva su nombre.

## Vida personal

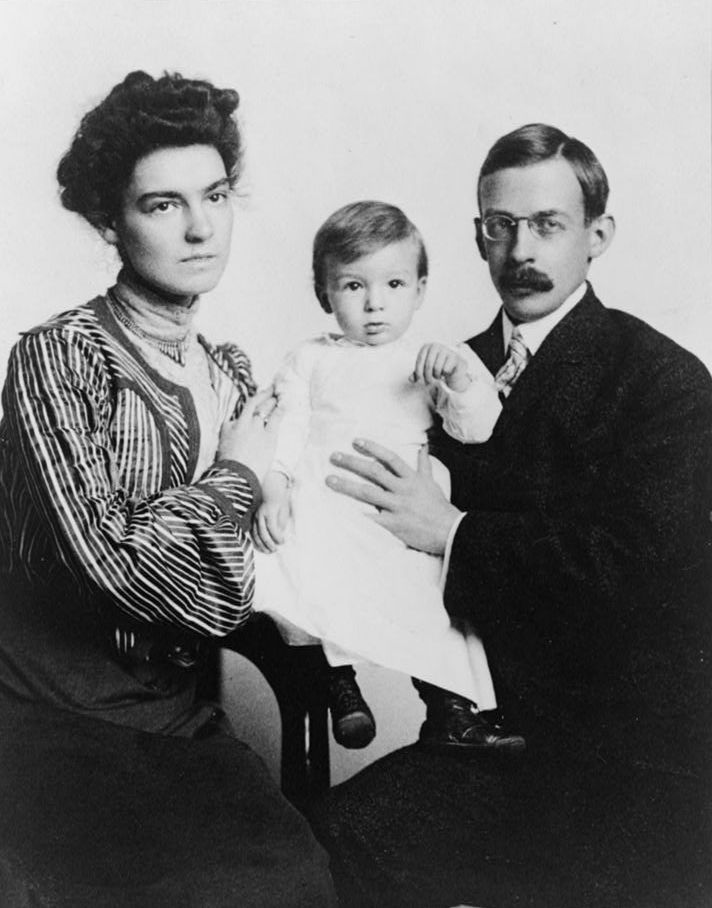
Elsie y Gilbert sostienen a su hijo, Melville, Biblioteca del Congreso de Estados Unidos.

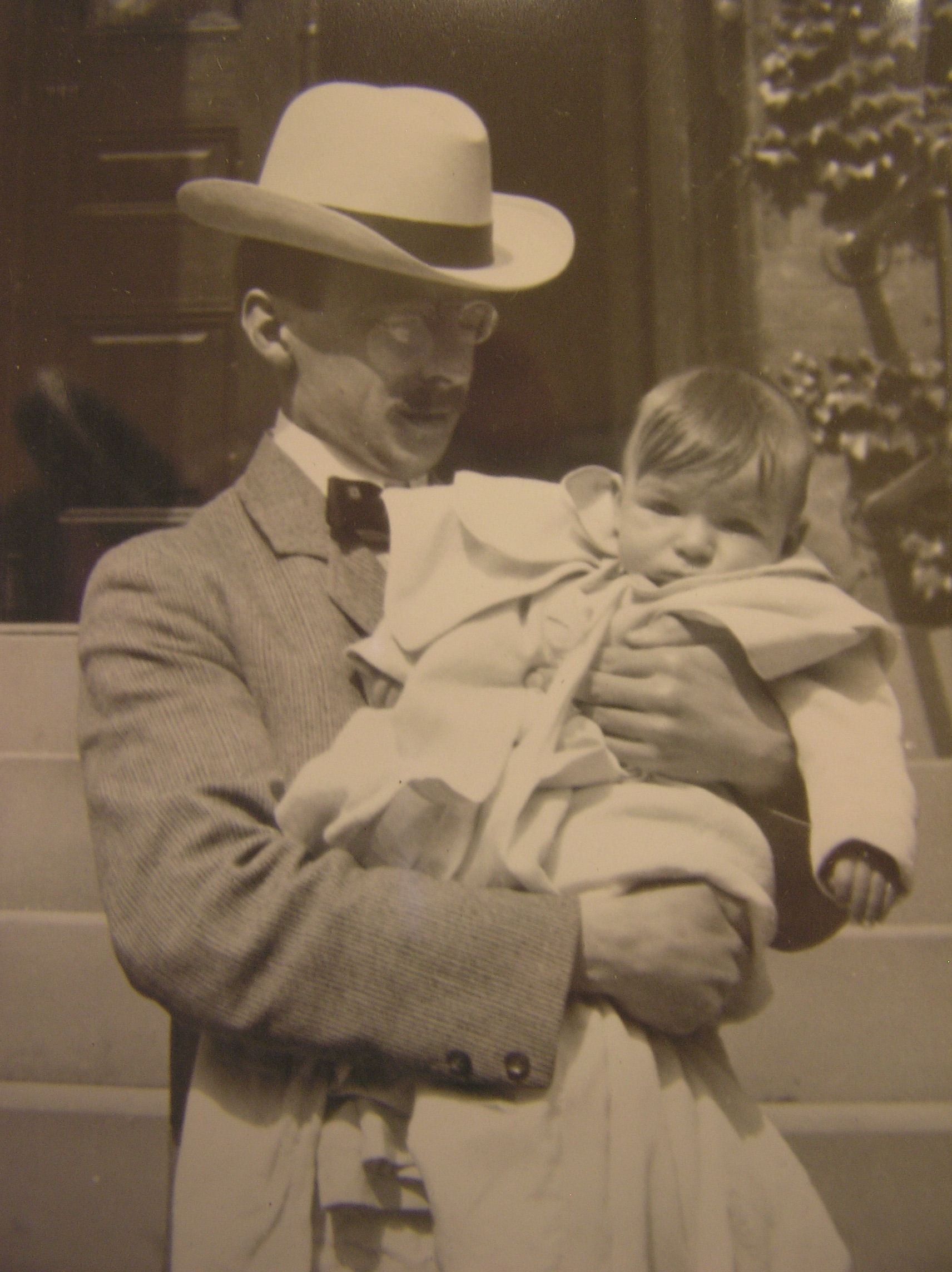
Gilbert Grosvenor sujeta en brazos a su hijo mayor, Melville Bell Grosvenor, 1902. Biblioteca del Congreso.

Grosvenor se casó con Elsie May Bell (1878–1964), hija de Alexander Graham Bell. Tuvieron siete hijos:
- Melville Bell Grosvenor (1901–1982), también presidente de National Geographic.[14]
- Gertrude Hubbard Grosvenor (1903–1986).
- Mabel Harlakenden Grosvenor (1905–2006), fue una pediatra y, durante varios años, secretaria de su abuelo Alexander Graham Bell,[13][15]
- Lilian Waters Grosvenor (1907–1985).
- Alexander Graham Bell Grosvenor (1909–1915), murió niño.
- Elsie Alexandra Carolyn Grosvenor (1911–2004).
- Gloria Victoria Grosvenor (1918–1972).

En 1931, Grosvenor compró una propiedad en Coconut Grove, Florida al lado de la de su cuñado, David Fairchild. Llamó a esta propiedad 'Hissar' por el pequeño pueblo de Turquía donde había nacido. Después de que la propiedad de Fairchild, 'The Kampong', fuera adquirida por el Jardín Botánico Tropical Nacional, ellos también compraron Hissar. Grosvenor sirvió en el Sindicato de la Universidad de Miami  de 1944 a 1960.
La salud de Grosvenor se deterioró tras la muerte de su esposa y falleció pacíficamente mientras dormía a los 90 años, el 4 de febrero de 1966. Grosvenor está enterrado en el Cementerio de Rock Creek junto a su mujer y otros miembros de la familia Bell. Grosvenor Arch, un arco doble de arenisca localizado en el sur de Utah, fue nombrado en su honor. 

### Descendientes
A través de su hijo mayor Melville, fue el abuelo de Alexander Graham Bell Grosvenor (1927–1978), un piloto de la Armada de los Estados Unidos, de Gilbert Melville Grosvenor (n. 1931), también presidente de National Geographic, y de Edwin S. Grosvenor (n. 1951), editor jefe de American Heritage.
A través de su hija Elsie, fue el abuelo de Walter Kendall Myers (n. 1937), un ex empleado del Departamento de Estado de los EE. UU. que, con su esposa, Gwendolyn, fue arrestado y acusado en 2009 de espiar para Cuba durante casi 30 años. Fue condenado por espionaje y sentenciado a cadena perpetua por un tribunal federal de los EE. UU. en julio de 2010. El juez dijo a la pareja: "no veo ningún sentimiento de remordimiento. Estábais orgullosos de lo que hicisteis".

### Legado

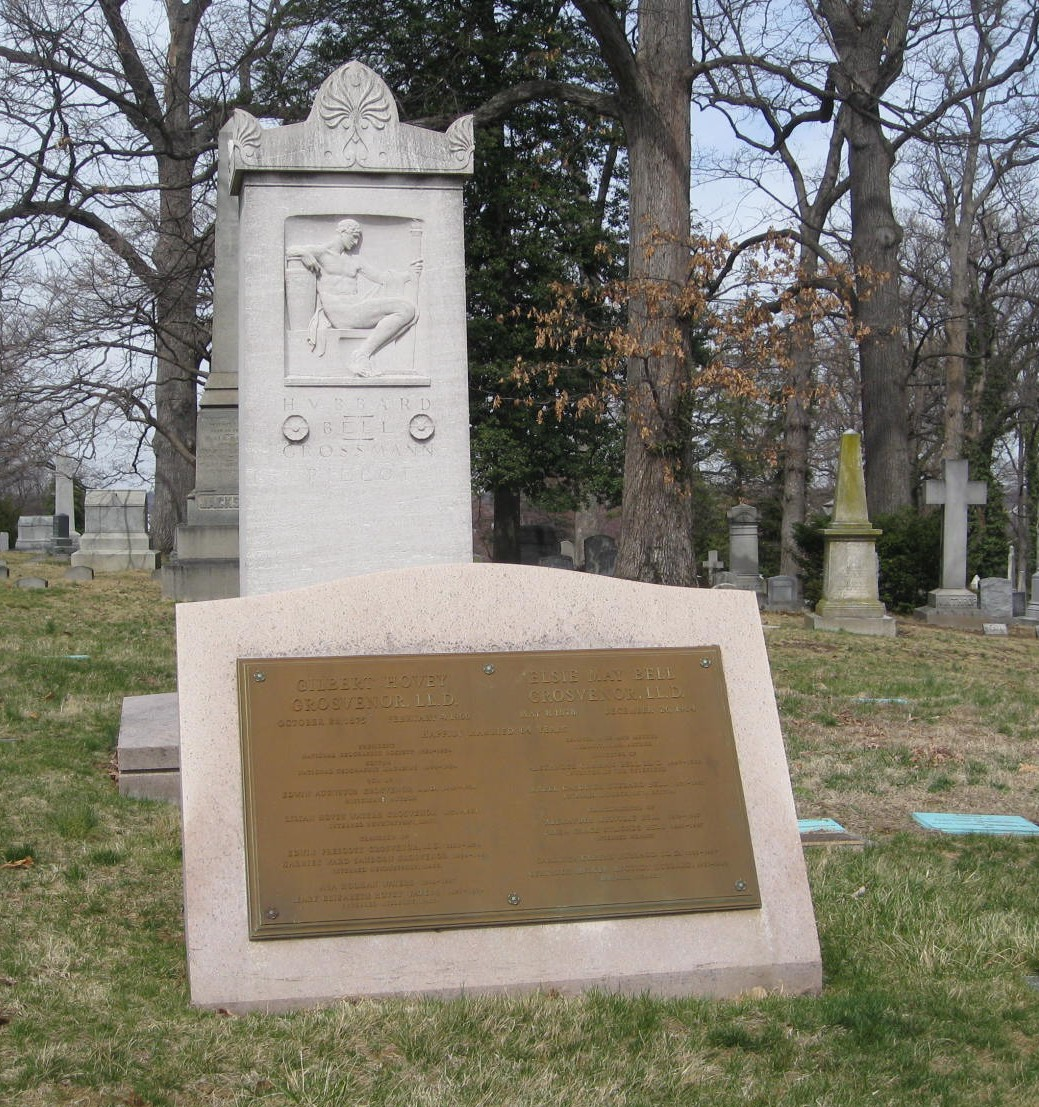
Monumento a Gilbert y Elsie Grosvenor en el Cementerio de Rock Creek en Washington D. C.

Grosvenor fue uno de los fundadores del Cruising Club of América, y es considerado el "verdadero" padre del fotoperiodismo.
En los años 1950, la hija de Grosvenor adquirió un edificio histórico en Baddeck, Nueva Escocia el cual nombró Gilbert H. Grosvenor Hall en su honor.  
Su hija Mabel supervisó la administración del legado canadiense de Bell en Beinn Bhreagh, Baddeck, Nueva Escocia, hasta su muerte, y era también la presidenta honoraria del Alexander Graham Bell Club (fundado en 1891), el club femenino más antiguo de Canadá. El club surgió de una organización social iniciada en Beinn Bhreagh, por su abuela y tocaya  Mabel Bell.